# Кюльштедт
Кюльштедт (нем. Küllstedt) — община в Германии, в земле Тюрингия. 
Входит в состав района Айхсфельд. Подчиняется управлению Вестервальд-Оберайксфельд.  Население составляет 1500 человек (на 31 декабря 2010 года). Занимает площадь 13,11 км².